# Oben in der Villa
Oben in der Villa (englisch Up at the Villa) ist ein Roman von William Somerset Maugham, der 1941 bei Heinemann in London und bei Doubleday Doran in New York City erschien. 1948 kam in Zürich unter dem Titel Dort oben in der Villa eine Übertragung ins Deutsche heraus.
Innerhalb von nur zwei Tagen gibt Mrs. Mary Panton gleich drei Verehrern einen Korb. Die letzte dieser Abweisungen nimmt die 30-jährige Witwe allerdings gleich wieder zurück. Das in einer Diogenes-Ausgabe 1975 mit „Ein kriminalistischer Liebesroman“ untertitelte schmale Werk Somerset Maughams endet mit einem Happy End.

## Inhalt
Die schöne Mary lebt auf einem Hügel nahe Florenz in einer alten Villa, die ihr der englische Besitzer für eine Zeit zu günstigen Konditionen überlassen hat. Mary steht ganz allein da. Ihr Gatte Matthew ist ein Jahr vor Handlungsbeginn nach achtjähriger unglücklicher Ehe bei einem Autounfall tödlich verunglückt; ihre Eltern sind ebenfalls verstorben. Der Vater war zu Lebzeiten in der indischen Verwaltung tätig. Aus diesem Umkreis wird Mary von dem 54-jährigen Junggesellen Sir Edgar Swift, einem Kronjuristen, der demnächst Gouverneur von Bengalen werden soll, in der Villa aufgesucht. Edgar kennt Mary als ehemaliger alter Freund der Familie schon seit ihrer frühesten Kinderzeit. Auf Edgars Heiratsantrag hin erbittet sich Mary zwei bis drei Tage Bedenkzeit. Edgar akzeptiert. Er hat dienstlich in Cannes zu tun, nötigt Mary seinen Revolver als Schutz gegen toskanische Straßenräuber auf und reist ab.
Mary begegnet auf einer Abendgesellschaft – die Engländer sind dort in Florenz unter sich – dem gut 30-jährigen Rowley Flint. Dieser geschiedene „Mann mit sehr schlechtem Ruf“ ist ihr zweiter Verehrer. Der nonchalante Rowley verspottet den ehrgeizig-erfolgreichen Edgar als „Erbauer des Empire“. Zur Unterhaltung spielt auf jener Gesellschaft ein sehr junger schlanker Mann zum Ärger der Gastgeberin überaus dilettantisch Violine. Mary nimmt den Heiratsantrag des leichtfertigen Rowley nicht ganz ernst und fährt in ihrem PKW nach Hause. Am Bergeshang, direkt unter ihrem Domizil, begegnet sie dem schlechten Geiger wieder. Es ist der Student der Kunstgeschichte Karl Richter. Der 23-jährige Kämpfer gegen den Anschluss Österreichs konnte sich dem Konzentrationslager durch Flucht gerade noch entziehen. Mary nimmt den entwurzelten, arbeitslosen Karl zu einer Liebesnacht mit in ihre Villa. Der junge Mann ist hinterher überglücklich, für Mary dagegen war es nur ein kurzes Abenteuer. Als sie ihm gesteht, dass sie ihn gar nicht liebt, erschießt er sich mit Edgars Waffe. Mary ruft in ihrer Not Rowley herbei. Die beiden transportieren die Leiche im PKW ab und verstecken sie in einem Gebüsch.
Als Edgar in die Villa zurückkehrt und die Antwort auf seinen Antrag erwartet, muss er sich zuvor ein umfassendes Geständnis seiner Auserwählten anhören. Edgar, in jeder Lebenslage ganz Gentleman, will sich unter den neuen Umständen ins Privatleben zurückziehen, aber Mary immer noch heiraten. Die Frau eröffnet ihm, dass sie ihn nicht liebt; ein Leben mit ihm als Pensionär wäre für sie voller Langeweile. Der rechtschaffene Edgar fürchtet sich vor der Wahrheit, kann Mary letztlich aber nicht mehr widersprechen und trennt sich tief enttäuscht von der über alles geliebten Frau.
Nun lehnt Mary Rowley als Gatten nicht mehr ab. Es stellt sich heraus, dass ihr zukünftiger Ehemann eine Farm in Kenia besitzt. Mary will weit weg von der Leiche im Gebüsch. Das ehedem so geliebte Florenz ist ihr auf einmal zuwider. Einerseits offenbart sie Rowley, dass sie ihn eigentlich gar nicht liebe, aber insgeheim ist sie diesem Mann doch zugeneigt. In Ostafrika wartet eine Aufgabe auf das Paar.

## Interpretation
Am Romanende kommt Somerset Maugham dem sentimentalen Leser sehr entgegen, indem sich der schnodderige Rowley auf einmal als gute Partie erweist – der besitzenden englischen Kaste zugehörig. Es sieht ganz so aus, als wolle Rowley zusammen mit Mary in Kenia die Welt erobern.
Das Zeitgeschehen gegen Ende der 1930er Jahre ist mit Karls Geschichte eingearbeitet. Auch das Italien des Duce wird angeprangert – jedoch nur in einem einzigen Satz.

## Verfilmung
Philip Haas verfilmte den Roman im Jahr 2000 (siehe Die Villa). Kristin Scott Thomas spielte die Mary, Sean Penn den Rowley, James Fox den Sir Edgar und Jeremy Davies den jungen Karl.

## Deutsche Ausgaben
- Dort oben in der Villa. Steinberg, Zürich 1948.
- Dort oben in der Villa – Up at the Villa. (Original von 1941). Goldmann, München 1960. (Goldmanns Gelbe Taschenbücher. 2492.)
- Oben in der Villa. Roman. Aus dem Englischen von William G. Frank und Ann Mottier. Diogenes Verlag, Zürich 2005, ISBN 978-3-257-20166-6 (verwendete Ausgabe)